# Irene Hendriks
Desiree Helène „Irene” Hendriks (ur. 13 kwietnia 1958 w Ngaliema) – holenderska hokeistka na trawie. Złota medalistka olimpijska z Los Angeles.

## Życiorys
Urodziła się w Ngaliemie (w dzisiejszym Kongu). Zawody w 1984 były jej jedynymi igrzyskami olimpijskimi, Holenderki triumfowały. W turnieju rozegrała pięć spotkań. Łącznie w reprezentacji Holandii wystąpiła w 85 meczach i zdobyła 12 bramek (1978-1985). Dwukrotnie, w 1978 i 1983, znajdowała się wśród mistrzyń świata, w 1981 Holenderki były drugie. W 1984 sięgnęła po mistrzostwo Europy.